# RocketMotorTwo
RocketMotorTwo ist der Raketenmotor des SpaceShipTwo-Raumschiffes der Firma Scaled Composites, das für den suborbitalen Raumflug eingesetzt wird. Der Raketenmotor wird von der Sierra Nevada Corporation entworfen und gebaut.

## Testprogramm
Scaled Composites hat verschiedene Testzündungen mit verkleinerten Versionen seit Juni 2005 durchgeführt. Bei einem Test im Jahre 2007 kam es zu einer Explosion, bei der drei Angestellte ums Leben kamen. Dies führte zu Verzögerungen bei Scaled Composites. 2009 wurde die erste Zündung des Raketenmotors in Originalgröße durchgeführt, 2011 der erste mit voller Brenndauer. Bis April 2012 wurden insgesamt zehn Testläufe durchgeführt.